# Crocifissione di Santa Maria Nuova
La Crocifissione e santi di Santa Maria Nuova è un affresco staccato (355x285 cm) di Andrea del Castagno, databile al 1440-1441 e situato nell'Ospedale di Santa Maria Nuova a Firenze.

## Storia
L'opera è ricordata sia nel Libro di Antonio Billi, che da Vasari e l'anonimo Gaddiano, che confermano l'autografia a Andrea del Castagno.
Berti mise l'opera in relazione con gli affreschi di San Zaccaria a Venezia, immediatamente successivi (1442), tanto che ha ipotizzato che all'opera lavorasse lo stesso aiuto del maestro nella chiesa veneziana, cioè Francesco da Faenza
Barucca (1982) ha collegato la presenza dei santi Romualdo e Benedetto a una commissione del monastero camaldolese di Santa Maria degli Angeli, alcuni dei cui ambienti vennero infatti inglobati da Santa Maria Nuova nel 1870.
Durante lo stacco un incendio distrusse la metà inferiore dell'affresco, richiedendo un reintegro che Tintori fece fare usando foto d'archivio anteriori. Si conserva nei depositi della soprintendenza anche la sinopia dell'opera, che è lacunosa.

## Descrizione e stile
All'interno di una cornice dipinta che imita un'architettura classicheggiante si trova la Crocifissione di Gesù affiancata dalle figure tradizionali di Maria, Giovanni e la Maddalena inginocchiata, mentre alle estremità si trovano i due santi monaci Romualdo, fondatore dei Camaldolesi, e Benedetto da Norcia, fondatore del monachesimo occidentale.
La linea di contorno delle figure è vibrante e nervosa, ed evidenzia espressivamente le figura, tanto che alcuni hanno parlato di "esasperazione realistica". Nei manti la luce si impasta col colore, con effetti di accentuato luminismo, che arriva ad assomigliare al marmo scolpito nelle vesti bianche.
Il Cristo è raffigurato con un'anatomia perfetta, con la testa scorciata come se si proiettasse coerentemente verso l'esterno. Le aureole, inclinate a seconda della disposizione nello spazio, hanno effetti di lustro metallico che le fanno assomigliare all'oro.